# آخرین ملاقات
آخرین ملاقات (اسپانیایی: Último encuentro‎) یک فیلم درام اسپانیایی است که در سال ۱۹۶۷ منتشر شد. از بازیگران آن می‌توان به آنتونیو گادس و کریستینا اویوس اشاره کرد. این فیلم در جشنواره فیلم کن ۱۹۶۷ به نمایش درآمد.